# Tonys sista läroår
Tonys sista läroår är en roman av Agnes von Krusenstjerna som utkom år 1926. Det är den tredje och sista romanen i trilogin om Tony Hastfehr och den innehåller delvis självbiografiska inslag. Boken utspelar sig till större delen på Öland, i Stockholm, på sinnessjukanstalten "Kejsarens hotell" (Solna sjukhem) och i London under slutet av första världskriget och ett par år därefter.

## Personer
- Tony Hastfehr
- George Hastfehr – Tonys far
- Lova – Tonys gamla barnjungfru
- Bo Ruthven – Tonys kusin
- Magnus Ruthven – Tonys kusin
- Anna ”Madame Zizi” Delagrue – Skriver modellkåserier i en veckotidning
- Alf Erlandsson – musiker som Tony träffar under sin vistelse i Borgholm
- Baron Preutz – Bekant med Madame Zizi
- Lena Jäderin – Gammal skolkamrat till Tony, som skriver i Madame Zizis tidning Salongen
- Thore Iller – Tonys läkare
- Lukas Goldberg – Överläkare på sinnessjukhuset (kallat "Kejsarens hotell") som Tony läggs in på
- Syster Dagmar – Sköterska på "Kejsarens hotell"
- Lillian – Patient på "Kejsarens hotell"
- Fröken Harden - Patient på "Kejsarens hotell"
- Fru Camilla - Patient på "Kejsarens hotell"
- Fru Kristin Johansson - Patient på "Kejsarens hotell"
- "Kejsaren" - Patient på "Kejsarens hotell" sedan 15 år tillbaka. Han kallar sig själv Kejsaren och sinnessjukhuset för Kejsarens hotell.
- Percy Blanke – Engelsman från Manchester som Tony träffar på båten till England
- Wathier Grosvenor – Ungdomsvän till Tonys far. Tony får bo i hans hem när hon kortvarigt bor i London.
- Auguste – Wathiers dotter
- Midge – Tonys sjuksköterska
- Syster Joan – Tonys sjuksköterska